# Luis Leandro Mariani y González
Luis Leandro Mariani y González (Sevilla, 31 de març de 1864 - 10 d'abril de 1925) fou un organista i compositor andalús.
De pares italians, des de molt jove es donà a conèixer per la seva profunda vocació per l'art musical, quan l'estudiava amb el mestre de capella de la catedral de Sevilla, Evaristo García de Torres, de la qual més tard en fou organista, després d'haver desenvolupat el càrrec de director de la Societat Filharmònica. Les seves produccions, es reconeixen per la brillantor d'expressió i per una lleu tonalitat multicorde d'harmonia que batega sempre en el tema musical. Les seves obres foren estrenades per prestigioses institucions estatals com la Societat Filharmònica Sevillana, la Societat de Concerts de Madrid, la qual li premià el 1899 la seva obra Recuerdos de Andalucía, l'Orquestra Simfònica de Madrid, que interpretà el 1918 les seves Tres suites españolas, guardonades amb el Premio Nacional el 1907, i l'Orquestra Filharmònica de Madrid, formació que estrenà el 1921 el seu poema simfònic titulat Año nuevo.
Ensems, la seva producció de música de cambra és força heterogènia i curosa, destacant la seva Pequeña suite, obra per a conjunt de cambra que va compondre per a la recent creada Orquesta Bética a petició de Manuel de Falla, encara que, desgraciadament, no assolí a ser estrenada per restar inacabada. La seva producció pianística denota un romàntic to andalús, propi dels compositors de entre segles, i les seves últimes composicions per a piano són participes del nacionalisme avantguardista dels anys 1920, sobre tot, per la seva forma d'utilitzar les melodies i ritmes populars.
A banda de les misses, motets i marxes va compondre diverses sarsueles com: Al pie de la reja, Claveles dobles, El talismán de mi suerte, Agustina de Aragón (llibret de Benito Mas y Prat), El año veinte (de Velilla), La tribu gitana (llibret d'Asensio i Mas). Quasi tota la seva obra fou publicada per l'editorial sevillana Bergali i, així mateix, treballà com a crític musical en la premsa sevillana sota el pseudònim de Durán i Un aficionado.
Va escriure un fulletó titulat Un nuevo acorde por el que se puede modular a cualquier tono (Sevilla, Ed. Tomás Sanz, 1881, 21pp. 40 Solfeos de perfeccionamiento, Sevilla, Ed. E. Bergali.
El seu fill Emigdio Mariani Piazza (1901-95) seguí els passos del seu pare com a compositor, pianista i professor de música.